# Mary Anne White
Pour les articles homonymes, voir White.
Mary Anne White (née le 28 décembre 1953) est une scientifique des matériaux canadienne qui est la professeure Harry Shirreff (émérite) de recherche chimique à l'Université Dalhousie. Ses recherches portent sur les nouveaux matériaux thermiques solaires et leur application dans les dispositifs d'énergie renouvelable. Elle est l'auteure d'un manuel intitulé Physical Properties of Materials. Elle a été nommée Officier de l'Ordre du Canada en 2016.

## Enfance et éducation
White est né à London, en Ontario. Enfant, elle a été encouragée à réaliser des expériences scientifiques. Elle a fréquenté l'Université Western Ontario pour des études de premier cycle en chimie. De retour en 2011 pour la collation des grades, White a expliqué: « À la fin de la première semaine à Western, je savais que j'avais trouvé ma place dans la vie… J'avais rencontré« mon peuple »et être de retour à Western ramène toujours cela excitation". Elle était étudiante en recherche à l'Université McMaster, où elle a travaillé sous la supervision de James A. Morrison. Elle a été boursière postdoctorale à l'Université d'Oxford et à l'Université de Waterloo.

## Recherche et carrière
White a commencé sa carrière universitaire en tant que professeure adjointe à l'Université de Waterloo. En 1983, elle s'est jointe à l'Université Dalhousie, où elle a été à la fois professeure de chimie et de physique et directrice de l'Institut de recherche sur les matériaux,. White a développé de nouveaux matériaux de stockage d'énergie thermique, spécialisés dans des domaines tels que les matériaux qui servent de thermoélectriques et thermochromiques efficaces, avec une faible dilatation thermique et la capacité des matériaux à changement de phase à stocker la chaleur,,. En 2010, White a fondé le programme Dalhousie Research in Energy, Advanced Materials and Sustainability (DREAMS). Elle a été nommée professeure émérite Harry Shirreff de recherche chimique en 2016.
White est apparue au sein de l'émission Maritime Noon de CBC Radio, répondant aux questions scientifiques des auditeurs.

## Prix et distinctions
- 1993 Award for Excellence in Teaching de la Faculté de Sciences de l'Université Dalhousie[5]
- 1994 Calorimetry Conference Sunner Memorial Award[10]
- 1995 Membre élue, Institut de chimie du Canada (en)[11]
- Prix Noranda de l'Institut de chimie du Canada[12]
- 2002 Élue membre de l'Union internationale de chimie pure et appliquée
- 2002 Prix Union Carbide de l'Institut de chimie du Canada pour l'éducation chimique[5]
- 2003 Intronisée au Discovery Centre (en) Hall of Fame[13]
- 2004 Prix de communication scientifique APICS/Canpolar[5]
- 2007 Médaille McNeil de la Société royale du Canada[14]
- 2012 American Chemical Society Award pour l'intégration de la durabilité dans l'éducation chimique[5]
- 2012 Conférencier émérite DB Robinson de l'Université de l'Alberta[15]
- 2013 Élu membre de la Société royale du Canada[16]
- 2016 Nommée à l'Ordre du Canada[17],[18],[19]
- 2020 Chemical Institute of Canada Canadian Light Source TK Sham Award for Materials Chemistry[20]

Elle a reçu plusieurs doctorats honoraires : Université McMaster (2008), Université Western Ontario (2011),, Université d'Ottawa (2017).

## Publications (sélection)

### Livre
- White, Mary Anne, Physical properties of materials, CRC Press, 2019 (ISBN 9781138569171)

### Articles
- (en) Bi-Zeng Zhan, Mary Anne White, Tsun-Kong Sham, James A Pincock, René J Doucet, K V Ramana Rao, Katherine N Robertson et T Stanley Cameron, « Zeolite-confined Nano-RuO(2): A green, selective, and efficient catalyst for aerobic alcohol oxidation », Journal of the American Chemical Society, ACS, vol. 125, no 8,‎ 1er février 2003, p. 2195-2199 (ISSN 0002-7863, 1520-5126 et 1943-2984, OCLC 01226990, PMID 12590547, DOI 10.1021/JA0282691).
- (en + fr) Osvald Knop, Roderick E. Wasylishen, Mary Anne White, T. Stanley Cameron et Michiel J. M. Van Oort, « Alkylammonium lead halides. Part 2. CH3NH3PbX3 (X = Cl, Br, I) perovskites: cuboctahedral halide cages with isotropic cation reorientation », Revue canadienne de chimie, Éditions Sciences Canada, vol. 68, no 3,‎ 1er mars 1990, p. 412-422 (ISSN 0008-4042 et 1480-3291, OCLC 02248672, DOI 10.1139/V90-063).
- (en) John S. Tse et Mary Anne White, « Origin of glassy crystalline behavior in the thermal properties of clathrate hydrates: a thermal conductivity study of tetrahydrofuran hydrate », The journal of physical chemistry, vol. 92, no 17,‎ août 1988, p. 5006-5011 (ISSN 0092-7325 et 1943-300X, DOI 10.1021/J100328A036).
- (en) Bi-Zeng Zhan, Mary Anne White, Michael Lumsden, Jason Mueller-Neuhaus, Katherine N. Robertson, T. Stanley Cameron et Michael Gharghouri, « Control of Particle Size and Surface Properties of Crystals of NaX Zeolite », Chemistry of Materials, ACS, vol. 14, no 9,‎ septembre 2002, p. 3636-3642 (ISSN 0897-4756 et 1520-5002, DOI 10.1021/CM011635F).

## Vie privée
White est mariée à Robert L. White, un biochimiste à l'Université Dalhousie, avec qui elle a deux enfants.